# Região Metropolitana da Grande Vitória
A Região Metropolitana da Grande Vitória (RMGV) é formada pelos municípios de Cariacica, Fundão, Guarapari, Serra, Viana, Vila Velha e Vitória. Foi constituída pela Lei Complementar estadual 58, de 21.02.1995, quando era conhecida como RMV - Região Metropolitana de Vitória, e posteriormente modificada em 1999 e 2001, quando incorporou, respectivamente, os municípios de Guarapari e Fundão, passando a se chamar RMGV - Região Metropolitana da Grande Vitória.
Esses sete municípios abrigam quase a metade da população total do Espírito Santo (46%), e 57% da população urbana do estado. Produzem 58% da riqueza e consomem 95% da energia elétrica.

## Nova metrópole
Com exceção de Guarapari, os municípios da RMGV formam o arranjo populacional de Vitória, concentração urbana que, recentemente, de acordo com o estudo Regiões de Influência das Cidades 2018 (REGIC 2018) conduzido pelo IBGE, foi elevada à categoria das Metrópoles, juntamente com os centros urbanos de Campinas e Florianópolis. Com essas três novas concentrações urbanas de natureza metropolitana, passou de 12 para 15 o número de metrópoles no território nacional.
Na sua nova condição de Metrópole, Vitória reduziu significativamente a área da rede urbana do Rio de Janeiro, passando a ter influência direta em todo o estado do Espírito Santo e em parte do sul da Bahia.

## Estatísticas da RMGV
- Área Territorial:  2 331,003 km²
- População: 2 006 486 habitantes[8]
- Densidade populacional (hab/km²): 8008,27
- Pib per capita: 27.162,194
- Evolução do IDH: 1991 - 0,730 / 2000 - 0,798, crescimento de 9,9%.

## Municípios por população
| Posição | Município  | População (2021) |
| ------- | ---------- | ---------------- |
| 1       | Serra      | 536 765          |
| 2       | Vila Velha | 508 655          |
| 3       | Cariacica  | 386 495          |
| 4       | Vitória    | 369 534          |
| 5       | Guarapari  | 128 504          |
| 6       | Viana      | 80 735           |
| 7       | Fundão     | 22 379           |
| TOTAL   |            | 2 033 067        |